# Археологія Харківської області
Археологія Харківської області — археологічні дослідження на території Харківської області, що проводяться з метою вивчення первісних суспільств.

## Давньокам'яна доба
Біля села Яремівки, Ізюмського району на неолітичній стоянці Ізюм-4б знайдено крем'яне знаряддя епохи раннього палеоліту. 1951 року Дмитро Телегін й С. Н. Одинцова на нововкам'яній стоянці знайшли двостороннє крем'яне знаряддя, що нагадує кращі зразки пізньо-ашельських(300 тисяч років тому) ручних різців. Хоча можливо віднесення знаряддя до мустьєрської культури.
Стоянки пізнього палеоліту (40—15 тисяч років тому) виявлено біля міста Богодухова, в Ізюмському та Балаклійському (Щурівка) районах.

## Середньокам'яна доба
Представлена пам'ятками у середній течії Сіверського Донцю.

### Міньївоярська група
Міньївськоярська група належить до ранньої середньокам'яної доби 8200-7500 років до Р. Х..
Пам'ятки типу урочища Міньївського Яру (у села Богородичне Слов'янського району Донецької області): Вікнине (ліквідоване село у Бражківській сільраді Ізюмського району), Сніжківка.

### Донецька середньокам'яна культура
Донецька культура належить до пізньої середньокам'яної доби 7500-6200 років до Р. Х..
Пам'ятки донецької культури: Пришиб, Грушівка, Рубци, Райгородок.

## Новокам'яна доба
У період неоліту (V—III тисячоліття до Р. Х.) була досить густо заселена південна частина Харківщини, де виявлено близько 60 місць поселень. За новокам'яної доби на Харківщині була поширена дніпро-донецька культура.
Пам'ятки дніпро-донецької культури: Олександрія (Богуславка), Ізюм-4, Гирло Осколу-1, Гирло Осколу-2, Верьовкина (Завгороднє), Бондариха-2, Веремійовка, Студенок-1, Студенок-2.
Найцікавішим з них є могильник біля села Олександрії (сучасна Богуславка) на Старооскольщині (III тисячоліття до Р. Х.).

## Мідна доба

### Середньостогова культура
Значною пам'яткою степового населення є поселення середньостогової культури (4500-3500 роки до Р. Х.) над правим берегом Сіверського Дінцю у колишнього Верьовкине (сучасне Завгороднє) Балаклійського району.

### Культура ямково-гребіцевої кераміки
Культура ямково-гребінцевої кераміки (3000-2500 роки до Р. Х.) повстала на основі дніпро-донецької культури. Належала мисливцям-збирачам лісу й частково лісостепу. Вона займала великі простори північно-східної Європи від Балтійського моря й Фінляндії до Уральських гір. В Україні пам'ятки культури зосереджені на лівобережній Наддніпрянщині у Харківській, півночі Дніпропетровської, Полтавській, Сумській, Чернігівській областях. Культуру прийнято пов'язувати з угро-фінськими й балтськими племенами.
Пам'ятки культури у Харківській області: Вовчанські Хутори, Рубіжне, Новодонівка, Комсомольське, Черкаський Бишкин, Петрівське, Зливки.

### Ямна культура (ранній етап)
Ямна культура належала скотарям степів. За генетичними дослідженнями належала племенам чоловічої гаплогрупи R1b, що згодом заселили Західну Європу, Грецію та Вірменію.
На Харківщині виявлені дві значні пам'ятки ранньої ямної культури: над Старим Осколом Олександрія (біля сучасної Богуславки) й над Сіверським Дінцем Ізюм.

## Бронзова доба
На Харківщині відкрито також близько 80 пам'яток періоду бронзи (III—І тисячоліття до Р. Х.), ямної (ІІІ—II тис. до Р. Х.), катакомбної (II тис. до Р. Х.) й зрубної (II — початок І тис. до Р. Х.) культур.
Кожна з цих груп пам'яток свідчить не тільки про певні етапи в розвитку населення, а й про зміни в його етнічному складі.

### Ямна культура (пізній етап)
Ямна культура існувала на ранньому етапі бронзової доби.
Основні пам'ятки ямної культури пізнього етапу бронзової доби: Іванівка, Відрадне, Бунаківка, Велика Камишуваха, Шпаківка, Ковалівка, Кам'янка, Мечебилове.

### Катакомбна культура
Катакомбна культура існувала на ранньому етапі бронзової доби.
Основні пам'ятки катакомбної культури пізнього етапу бронзової доби: Печеніги, Бупалівка, Сердюкове, Мечебилове, Петрівське, Савинці, Куньє, Воронцівка, Куп'янськ, Піски-Радьківські, Велика Камишуваха, Стратилівка, Кам'янка, Мала Камишеваха.

### Культура багатопружкової кераміки
Культура багатопружкової кераміки належить до середньої бронзової доби. Визначними пам'ятками культури на Харківщині є: Донецьке городище (Карачівка), Коваленки-1, Коваленки-2, Ражники, Реп'яхівка-1, Реп'яхівка-2, Тимченки, Вареничівка, Сердюкове, Задонське, Верхній Салтів, Новодонівка-1, Новодонівка-2, Писарівка, Хотомля, Комсомольське-1, Комсомольське-2, Маричине-1, Маричине-2, Мартове, Куп'янськ-1, Куп'янськ-2, Олександрія, Радьківка, Малеєве, Радьківські Піски, Сніжківка, Гончарівка-1, Гончарівка-2, Гончарівка-3, Гончарівка-4.

### Зрубна культура
Зрубна культура належить до середньої бронзової доби. Походить від абашевської культури. Визначними пам'ятками культури на Харківщині є: Калантаївка, Таранцеве, Печеніги, Ізюм, Поляни, Шведівка.

### Бондарихинська культура
Вітчизняними археологами тут виділено бондарихинську культуру пізньої бронзи за пам'яткою в урочищі Бондарисі біля села Кам'янки Ізюмського району. Значними пам'ятками культури на Харківщині є: Порубіжне, Уди, Важненка, Велика Данилівка, Новодонівка, Дергачі, Коваленки, Тернівка, Темнівка, Імужівка, Артюхівка, Зміїв, Андріївка, Пришиб, Оскіл, Великі Бази, Студенок, Синичено, Бондариха,.

### Білозерська культура
Білозерська культура пізньої бронзи була поширена у степу й суміжному з ним лісостепі України й Молдавії. Значною пам'яткої культури на Харківщині є Тапанцеве.

## Залізна доба

### Чорноліська культура
Наступною за білогрудівською культурою послідувала перехідна з бронзової до залізної доби чорноліська культура, що була поширена в українському лісостепі. Спочатку культура була зосереджена на правобережній Україні, й згодом з хвилями мігрантів з заходу поширилися на лівобережжя у сточище річки Ворскла, потіснивши звідтіля бондарихинську культуру. За етнічною належністю культуру відносять до фракійців, або до слов'ян.

### Скіфоподібна культура
В 700—100 роках до Р. Х. територія області була густо заселена племенами скіфів-землеробів. На Харківщині була зосереджена сіверодонецька група скіфоподібної культури.
Із зафіксованих 70 пам'яток цього періоду найбільш відомі:
- городище та курганний могильник біля села Великої Гомільші у Зміївському районі,
- Сіверське городище біля села Мілової у Балаклійському районі,
- Велика Данилівка, могила,
- Водяне, городище,
- Городище, городише,
- Дергачи, могила,
- Караван, городище,
- Люботин, городище,
- Островерхівка,
- Циркуни, могила,
- Черемушки, могила,
- Шмарівка, селище,
- Шовкова, селище,
- Яковлівка, городище.

### Сармати
На Харківщині сарматські племена залишили численні пам'ятки:
- сарматський скарб ст. Балаклія;
- випадкові знахідки; Мечебилове, Петрівське, Красноград;
- кургани: Селимівка, Грушуваха, Різдвянка, Роздільське, Бунакове, Воронцівка, Яремівка, Куп'янівка, Мостове, хутір Настельний, Великі Проходи, Липці, Зачепилівка.

### Черняхівська культура
В першому тисячоріччі Харківщина східним форпостом готсько-слов'янської черняхівської культури, Вона була найсхіднішим окраїною великого наддніпрянського масиву слов'янських землеробських племен.
На території Харківщини зафіксовано близько 50 пам'яток ранньослов'янської черняхівської культури. Вони здебільшого концентруються над горішньою течією Сіверського Дінцю та Ворсклою. Найбільш вивчена з них — могильник й поселення біля села Новопокровки Чугуївського району (200—600 роки по Р. Х.) та поселення у Пересічного.

## Раннє середньовіччя

### Анти (пеньківська культура)
Слов'янські племени антів, що залишили пам'ятки пеньківської культури були слов'янським племенем, що було частиною черняхівської спільноти племен у Готській державі.
На Харківщині поселення антів, що
- були досліджені: Липці, Суха Гомольша, Занки, Таранцеве
- до 1986 року ще не були досліджені: Задонецьке, Петрівське, Студенок.

### Алани (салтівська культура)
Поряд з пам'ятками осілих слов'ян на території Харківської області, зокрема в її південно-східній частині, зустрічаються й пам'ятки сармато-аланських кочових скотарських племен, що рухалися зі сходу:
- поховання II сторіччя по Р. Х. біля міста Балаклія;
- біля села Яремівки Ізюмського району.
- Донецького городища біля Харкова.

Алани на Харківщині ототожнюються з салтівською культурою. Найбільш відомими аланськими пам'ятками є добре укріплене городище та могильник 700—1000 років по Р. Х. біля села Верхній Салтів, яка власне дала назву самій культурі.
Інші важливі пам'ятки салтівської культури: селище й катакомбний могильник у Підгорівці, городище у Архангельському, городище у Вовчанську, городище й катакомбний могильник у Верхньому Салтові, селище й ґрунтовий могильник з трупопокладаннями у Нетайлівці, селище у Печенігах, селище у Новій Покровці, селище у Есхара, городище у Мохнача, селище у Сухої Гомільші, селище у Савінціях, селище у Шийківці, селище у Жовтневого, селище у Боровій, селище у Піски-Радьківських, селище у Ізюмі.

### Сіверяни (роменська культура)
Пам'ятки слов'янського племені сіверян належать до роменської культури (700-1000 роки).
Найвідомішими слов'янськими пам'ятками 700—1000 років є поселення біля села Кам'янки (в урочищі Бондарисі) Ізюмського району та на території. Також нижній шар городища у села Городнеє над Мерлою., нижній шар Донецького городища, городище у Коробова хутіра та городища у селища Хорошеве,

## Пізнє середньовіччя
З 980—1000 років значна частина сучасної Харківщини увійшла до складу руської держави. Найвизначнішою археологічною пам'яткою цього часу є Донецьке городище — літописне місто Донець, яке було сторожовим форпостом русів у боротьбі проти кочових племен.

### Давньоруська доба
У верхів'ях Сіверського Дінця та притоків Ворскли виявлені півдюжини слов'яно-руських городищ. Усі вони існували у 9-11 й 11-13 сторіччях, що відображають зміну культури з сіверянської на централізовану київсько-руську.
- Городнеє. Біля села слов'яно-руське городище на мису правого берега річки Мерла (ліва притока річки Ворскли), в урочищі Замок. Округлий в плані майданчик (0,6 га) поселення укріплений серпоподібним валом (висотою З м) і ровом. В'їзд простежується з південної сторони. На сусідньому мису неукріплене селище. Культурний шар містить відкладення кінця I тисячоріччя роменської культури та давньоруського (11-13 сторіч) часу. Основу вала становила дерев'яна конструкція з клітей. Знайдено уламки давньоруської гончарного посуду, наконечники стріл.[3]
- Залишки давньоруського міста Донець, що вперше згаданого в літописі 1185 року, — городище на правому березі Уди, на півночі від колишнього села Карачівка (тепер околиця Харкова. Місто знаходилося на стрілці мису, утвореним долиною річки та яром. З північно-західного долішнього ного боку воно закріплене валом і глибоким ровом. Кінець стрілки мису також посилений двома рядами валів і ровів. Розмір городища 70 м на 40 м (укріплена площа близько 0,3 га). На північ й північний захід від нього розташовані великі селища-посади. Городище неодноразово досліджувалося. Культурні шари роменської культури кінця 1-го тисячоріччя та давньоруської доби 12-13 сторіччя. При розкопках знайдено різноманітний речовий матеріал, що характеризує побут давньоруських порубіжних зі степом поселень. Між слов'янським (роменським) і давньоруським шарами простежено прошарок пожежі 990—1010 років.
- Коробів Хутір, село в Харківській області. Городище у 2 км на північ від села, на правому березі Сіверського Дінця. Поселення складається з двох укріплених частин та відкритого селища. Перший мисовий майдан (200 на 100 м) з трьох сторін обведений валом, а з четвертої захищений крутим схилом й річкою. Другий майдан (150 на 100 м) захищений валом й ровом з подільної (північно-запхідної) сторони. Від першого майдану його відділяє рів. Культурні шари: 
  - салтівська та роменська культури кінця 1-го тисячоріччя. Олег Сухобоков вважає, що на місці городища скіфського часу в IX—X сторіччях було укріплене слов'янське (Глухівське) поселення, тому що при розкопках відкриті роменські житла-напівземлянки;
  - давньоруський (XII—XIII сторіччя). до числа давньоруських пам'яток включена умовно:
  - більш пізнього XIV—XV сторіччя. Існуюті різні думки, щодо належності останнього шару: Світлана Плетньова розглядає його як хозарську замок-фортецю. На користь чого свідчать оборонні споруди,
- Велике за розмірами городище на мисі високого правого берегу Уди у селища Хорошево. Поселення займає північний край миса, а з південної подільної сторони укріплено валом й ровом, загальною завдовжки понад 600 м. Ця лінія укріплень належить до скіфської доби, тому що на пам'ятнику знайдені уламки ліпних посудин скіфської попіникової культури. У північно-східній частини, знаходиться мис (Гуляй-Городок), відрізаний від решти території поселення ровом-яром. Саме тут виявлена більшість культурних залишків, у тому числі роменської культури кінця I тисячоріччя й давньоруського доби (XII—XIII сторіччя)

### Печеніги
На Харківщині виявлено також два печенізьких поховання (900—1100 років) біля хутора Ковалівки Барвінківського району та близько двох десятків кам'яних «баб» переважно в Ізюмському та Балаклійському районах.

### Золота Орда
Після навали татар 1239 році тривалий час край входив до Золотої Орди та був майже безлюдним, через це його називали «диким полем».